# Iniovití
Iniovití (Iniidae) je čeleď říčních delfínů, která zahrnuje jediný recentní rod Inia a několik fosilních rodů.  

## Charakteristika
Jedná se o poměrně statné kytovce obývající říční toky jihoamerických řek Amazonka a Orinoko; občas se vyskytují i v přilehlých mořských pobřežních vodách. Mají výrazné zobákovité čelisti s 25–35 zuby dvojího typu: kuželovité zuby jsou v přední části, vzadu jsou umístěny drtící molariformní zuby. Unikátní je stavba lopatkového pletence a pažní kosti (humerus), která je kloubem zakotvena v hrudní kosti (sternum). Tato unikátní adaptace patrně delfínům dopomáhá manévrovat ve vodě a umožňuje mj. plavání na zádech, kterého jsou schopni jako jediní známí ozubení kytovci.

## Systematika
Fosilní záznam dokládá zástupce iniovitých již z miocénu. Sesterskou skupinu iniovitých utváří delfínovcovití laplatští (Pontoporiidae).
K iniovitým se řadí 1–3 recentní druhy v závislosti na zdroji. V roce 2014 byl popsán druh Inia araguaiaensis z povodí řek Araguaia-Tocantins, nicméně Společnost pro mořskou mammalogii (The Society for Marine Mammalogy), která představuje snad největší autoritu v oblasti mořských savců, seznala, že autoři tohoto popisu prostudovali jen velmi malé množství vzorků, které navíc pocházejí z extrémních oblastí výskytu domnělého nového druhu, který tak společnost neuznala ani jako poddruh. Společnost pro mořskou mammalogii k roku 2024 uznávala za samostatný druh pouze delfínovce amazonského se dvěma poddruhy:
- Inia
  - Inia geoffrensis (Blainville, 1817) – delfínovec amazonský
    - I. g. boliviensis (d’Orbigny, 1834)
    - I. g. geoffrensis (Blainville, 1817)

K fosilním taxonům se řadí:
- †Goniodelphis
  - G. hudsoni
- †Isthminia[8]
  - †Isthminia panamensis
- †Ischyrorhynchus (syn. Anisodelphis)
  - I. vanbenedeni (syn. Anisodelphis brevirostratus)
- †Meherrinia[9]
- †Saurocetes (syn. Saurodelphis, Pontoplanodes)
  - S. argentinus (syn. Pontoplanodes obliquus)
  - S. gigas